# Pentanoato de etilo
El Pentanoato de etilo es un compuesto químico en forma de éster del pentol. Se trata de un líquido con aromas que recuerdan a manzanas. Se trata de un líquido incoloro que posee una baja solubilidad en agua, mientras que en otros solventes orgánicos posee una relativa solubilidad. 